# برج ریموند جیمز
برج ریموند جیمز (انگلیسی: Raymond James Tower) آسمان‌خراشی ۲۱ طبقه و دومین ساختمان بلند در ممفیس، تنسی است.